# Emmanuel Tonyé
Pour les articles homonymes, voir Tonyé.
Emmanuel Tonyé, né le 10 mars 1952 à Etouha, est un universitaire spécialiste en télécommunications et en technologies de l'information et de la communication pour l'enseignement et la recherche, professeur à l'École nationale supérieure polytechnique de Yaoundé (ENSP) depuis 1987. Il fait partie des « pionniers de la connectivité » au Cameroun, où il promeut le courrier électronique en milieu éducatif dès 1993.

## Biographie
Emmanuel Tonyé est né le 10 mars 1952 à Etouha dans la Région du Littoral au Cameroun.
En 1981, il soutient sa thèse de 3e cycle, Contribution à l'étude de structures microbandes-semiconducteur utilisées en microélectronique hyperfréquence, à l'Institut national polytechnique de Toulouse, suivie en 1987 par une thèse de doctorat d'État, Contribution à l'étude de multipôles microruban utilisés en technique microélectronique, également à l'INP Toulouse. En 1981 il obtient en outre un DESS en gestion d'entreprise de l'Institut de préparation aux affaires à Toulouse.
Professeur des universités, spécialiste en télécommunications, il enseigne depuis 1987 à l'École nationale supérieure polytechnique de Yaoundé.
De 1999 à 2005 et de 2010 à 2012, il est chef de département des Génies électrique et des télécommunications de l'Ecole Nationale Supérieure Polytechnique de Yaoundé.
En 2000, il contribue à la création et la mise en place de la filière Génie des télécommunications de l'École nationale supérieure polytechnique de l'Université de Yaoundé I.
Conseiller technique du Ministre camerounais de l'enseignement supérieur de 1999 à 2005.
Professeur invité à l'Université de Bourgogne en France de 2006 à 2012, un mois dans l'année, pour l'enseignement et la recherche dans le domaine de l'électronique et des télécommunications.
Professeur invité de 1990 à 2010 dans plusieurs universités africaines et des Caraïbes (Benin, Gabon, Centrafrique, Tchad, République démocratique du Congo, Côte d'ivoire, Sénégal, Haïti).
De 2012 à 2017, il est vice-recteur chargé de la Recherche, de la coopération et des relations avec le monde des entreprises à l’Université de Yaoundé I.
Depuis le 1er Mai 2019, il est Recteur de l'Institut Universitaire Agenla Academy à  Yaoundé.
Depuis 2008, il est coordonnateur des Masters en télécommunications  et en sécurité des systèmes d’information et de communications en formation à distance.
Depuis 2010, il est coordonnateur de l’équipe focale de l’Université virtuelle hébergée par l’Université de Yaoundé I.
Il occupe de nombreux postes de responsabilités universitaires et managériales Parcours.
Avec un collègue, il met au point un système de mesure de taux de pollution urbaine , .
Il est auteur de huit livres, deux thèses et d'une centaine de publications en télécommunication, télédétection et génie éducatif (ResearchGate).
Il a notamment mené des travaux pour favoriser l'enseignement des langues africaines par la médiation de l'outil informatique.

## Distinctions
Les distinctions honorifiques suivantes lui sont décernées : officier dans l'Ordre des Palmes académiques (France), membre de l’Académie des sciences du Cameroun, chevalier de l'ordre national de la Valeur de la République du Cameroun.
Prix de recherche 1996-1999 de l’Agence Universitaire de la Francophonie (AUF).
Prix Laboratoire Associé Francophone 1996-1999 de l’AUF.

## Œuvres
- Le traitement des images de télédétection par l'exemple, Gordon and Breach, 2000 (en collaboration avec Alain Akono et André Ndi Nyoungui)
- Traitement numérique d'images et Applications. Méthodes statistiques optimisées pour le traitement numérique des images de grande taille, Éditions universitaires européennes, 2010 (en collaboration avec Narcisse Talla Tankam et Albert Dipanda)
- Tic et Éducation en Afrique: Applications, Recherche et Perspectives, L'Harmattan, 2011 (direction d'ouvrage en collaboration avec Mokhtar Ben Henda)
- Compression des signaux EMG par la transformée en ondelettes: Méthodes d'ondelettes et Lifting Schème Modifié: Applications à la compression du signal EMG, Presses Académiques Francophones, 2012, (en collaboration avec Pascal Ntsama Eloundou et Pierre Ele)
- Planification du LTE Advanced (LTE - A), Éditions universitaires européennes, 2013 (en collaboration avec Dalfolo Jean-Luc Coulibaly)
- Pollution Marine par les Hydrocarbures: Méthodes de Détection dans les Images Radar à Synthèse d'Ouverture, Presses Académiques Francophones, 2014 (en collaboration avec Thomas F. N. Kanaa et Grégoire Mercier)
- Enseignement supérieur francophone et technologies numériques : une chance pour l’Afrique subsaharienne et la francophonie (Enjeux, état des lieux et perspectives), 2015, étude menée par le Cabinet EFFIOS pour le Ministère des Affaires étrangères et du Développement international (MAEDI) (en collaboration avec Simon Fau et Louis Martin Onguene Essono)
- La signalisation dans les réseaux de télécommunication mobile: Architectures, protocoles et services (en collaboration avec Alphonse Binele Abanda)
- Antennes intelligentes: analyse des performances par l'exemple (Generis Publishing - Avril 2020)

## Chapitres de livres
- Narcisse Talla Tankam, Albert Dipanda, Christophe Bobda, Janvier Fotsing and Emmanuel Tonyé (2014), A Parallel Approach for Statistical Texture Parameter Calculation, chaper 11 in Christophe Bobda and Senem Velipasalar (Editors); Distributed Embedded Smart Cameras: Architectures, Design and Applications, Springer Science+Business Media New York, pp. 231-256, 2014

https://www.researchgate.net/publication319471769_New_approach_of_higher_order_textural_parameters_for_image_classification_using_statistical_methods
- Emmanuel Tonye (2013), Le Master en télécommunications en formation à distance, chapitre 8, Un détour par le futur - Les formations ouvertes et à distance de l'Agence Universitaire de la Francophonie, Éditions des archives contemporaines

https://www.researchgate.net/publication/279956680_Le_master_en_Telecommunications_en_formation_a_distance_MASTEL
- Fotsing, J., Tonye, E., Essimbi Zobo, B. Talla Tankam, N. Kanaa, T.F.N. Rudant, J.P. (2012), Contribution of SAR radar images for the cartography: case of mangrove and post eruptive regions. chapter 9 in "Cartography",  (ISBN 978-953-51-0689-0), 2012 https://dx.doi.org/10.5772/48073

https://www.researchgate.net/publication/274036400_Contribution_of_SAR_Radar_Images_for_the_Cartography_Case_of_Mangrove_and_Post_Eruptive_Regions
- Tonye Emmanuel (2004), Réseaux de télécommunications et transmission de données (2004) Chapitre dans le livre Problématique de l’informatisation des processus électoraux en Afrique, paru chez L’Harmattan, Paris, France en 2004, sous la direction d’Alain Nkoyock

https://www.researchgate.net/publication/290937926_Reseaux_de_telecommunications_et_transmission_de_donnees
- Emmanuel TONYE, Développement des Télécommunications au Cameroun à l’horizon 2035  Suite 2, février 2016

https://www.researchgate.net/publication/292982951_Developpement_des_Telecommunications_au_Cameroun_a_l%27horizon_2035_Suite_2